# Lin Meiling
Lin Meiling (chiń. 林美玲; ur. 1 maja 1990) – chińska judoczka.
Startowała w Pucharze Świata w latach 2019-2011. Zajęła piąte miejsce na igrzyskach azjatyckich w 2010. Wygrała mistrzostwa Azji w 2009. Trzecia na uniwersjadzie w 2011 roku.